# Hvězdoňovice
Hvězdoňovice (in tedesco Hwiezdonowitz) è un comune della Repubblica Ceca facente parte del distretto di Třebíč, nella regione di Vysočina.